# 1841 v športu
1841 v športu.

## Konjske dirke
- Grand National - zmagovalec Charity, jahač Alan Powell

## Rojstva
- 15. april – James Creighton mlajši, ameriški igralec bejzbola